# Fontaine-Française
Fontaine-Française – miejscowość i gmina we Francji, w regionie Burgundia-Franche-Comté, w departamencie Côte-d’Or.
Według danych na rok 1990 gminę zamieszkiwało 798 osób, a gęstość zaludnienia wynosiła 26 osób/km² (wśród 2044 gmin Burgundii Fontaine-Française plasuje się na 295. miejscu pod względem liczby ludności, natomiast pod względem powierzchni na miejscu 169.).